# Adolf Stempkowski

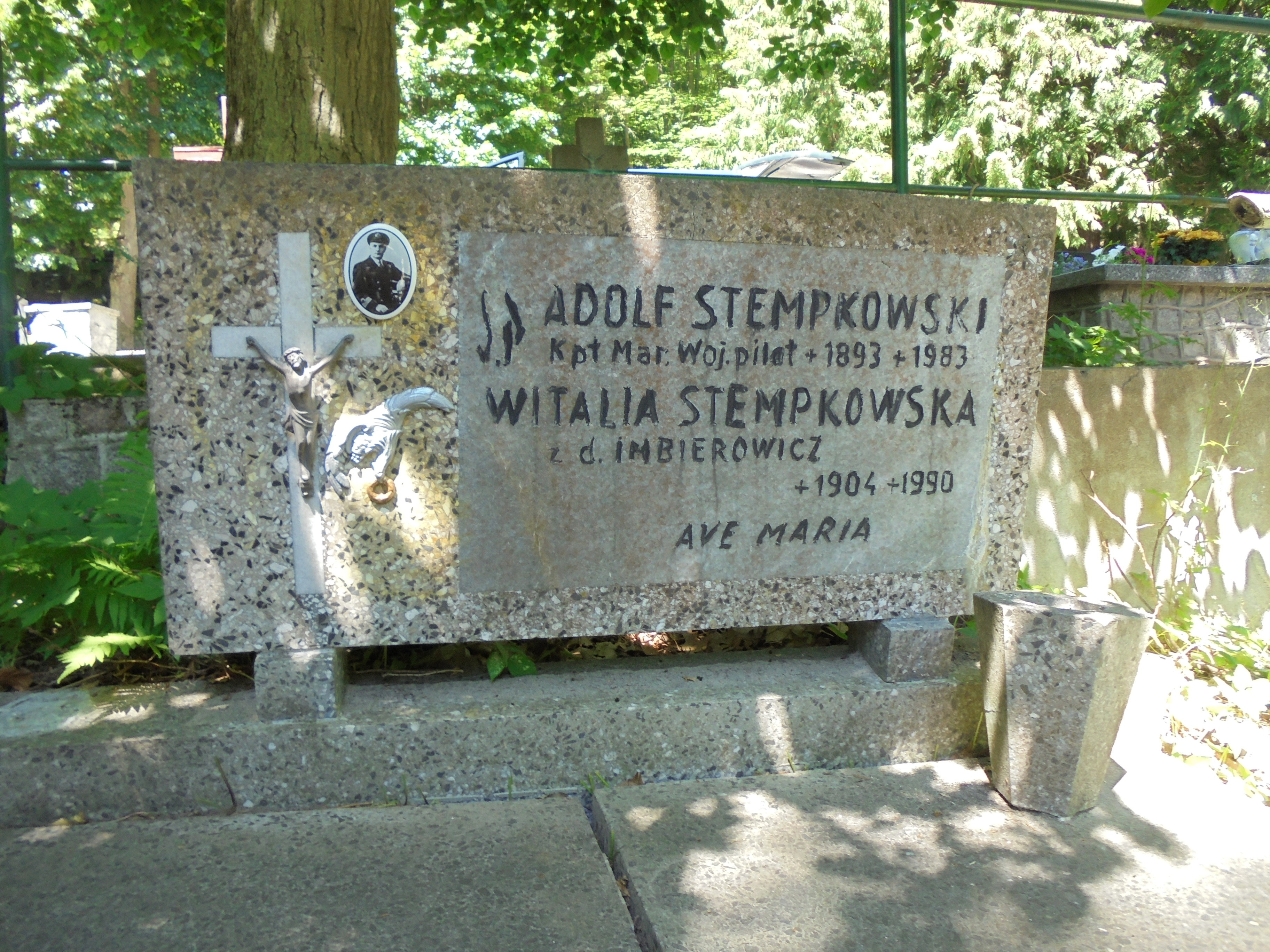
Grób Adolfa Stempkowskiego na cmentarzu Witomińskim

Adolf Stempkowski (ur. 1 stycznia 1893 w Gejbach, zm. 9 czerwca 1983 w Gdańsku) – kapitan marynarki pilot Polskiej Marynarki Wojennej.

## Życiorys
Urodził się 1 stycznia 1893 w folwarku Gejby, w ówczesnym powiecie nowoaleksandrowskim guberni kowieńskiej, w rodzinie Kajetana, rolnika, i Eleonory z Błażewiczów. Od 1904 z rodzicami mieszkał w Petersburgu, gdzie w 1910 ukończył gimnazjum, a następnie szkołę techniczną. Po wybuchu I wojny światowej ochotniczo wstąpił do armii carskiej. W 1914 roku otrzymał przydział do 4. pułku lotniczego. Przeszedł przeszkolenie w szkole mechaników lotniczych i w tym charakterze służył w I istrebitelnym otriadzie w Lidzie. Awansował na szefa mechaników, pozwalano mu na loty bojowe w charakterze strzelca pokładowego. W 1915 roku rozpoczął szkolenie w pilotażu.
W lutym 1917 roku został przeniesiony do marynarki wojennej i skierowany do morskiej szkoły pilotów w Petersburgu, którą ukończył w listopadzie. W 1919 roku otrzymał przydział do pierwszej rosyjskiej eskadry lotnictwa morskiego, gdzie służył jako pilot oraz kierownik techniczny eskadry. Przeszedł przeszkolenie na wodnosamolotach Grigorowicz M-9, został wcielony do Armii Czerwonej i skierowany z eskadrą do Sewastopola do walk przeciwko jednostkom gen. Wrangla.
W ramach działań bojowych wykonał kilkanaście lotów bojowych nad Morzem Czarnym. Po odcięciu eskadry przez oddziały gen. Antona Denikina Stempkowski skontaktował się z polskim konsulem w Odessie i przedostał się do Lwowa. Zachorował na tyfus i trafił do szpitala. Po wyleczeniu w styczniu 1920 roku został przyjęty do Wojska Polskiego. W tym samym miesiącu został skierowany na kurs pilotażu we Francuskiej Szkole Pilotów, a od kwietnia szkolił się w Wyższej Szkole Pilotów w Ławicy. Szkolenie ukończył w czerwcu i otrzymał przydział do Niższej Szkoły Pilotów w Bydgoszczy na stanowisko instruktora pilotażu.
W październiku 1920 roku, z racji swego doświadczenia w lotnictwie morskim, został przeniesiony do marynarki wojennej i skierowany do nowo tworzonej jednostki lotnictwa morskiego w Pucku na stanowisko dowódcy plutonu treningowego. Jednocześnie sprawował funkcję kierownika warsztatów parku Morskiego Dywizjonu Lotniczego. Został mianowany dowódcą i instruktorem w nowo powstałej szkole pilotów morskich.
W październiku 1921 roku przymusowo wodował na wodnosamolocie Friedrichshafen FF.49. Udało mu się wyjść z katastrofy bez szwanku. 15 sierpnia 1922 pilotował wodnosamolot Lübeck-Travemünde F4, którego członek załogi spowodował katastrofę na pokazach lotniczych w Pucku.
Latem 1923 roku dokonał oblotu pięciu łodzi latających Macchi M.9, które służyły w Morskim Dywizjonie Lotniczym do 1926 roku. Jako doświadczonemu lotnikowi powierzano mu w latach 1926–1927 obloty kolejnych samolotów zakupionych na potrzeby MDL: Schreck FBA-17HE2, Latham 43HB3, LeO H.135B3. W latach 1923–1925 pełnił funkcję kierownika parku lotniczego MDL. We wrześniu 1924 roku, w załodze z por. obs. Kazimierzem Rajsem, wykonywał na Macchi M.9 loty na rozpoznanie manewrów radzieckiej Floty Bałtyckiej.
Od maja do czerwca 1925 roku na szybowcu Śpiesz się powoli wziął udział w II Wszechpolskim Konkursie Szybowców na Oksywiu w okolicy Gdyni. W konkursie zdobył trzy drugie nagrody za czas lotu (48 sekund), osiągniętą wysokość ponad punkt startu (19 metrów) i za łączny czas wykonanych lotów (7 minut 6 sekund uzyskane w 13. lotach). Podczas lotów na szybowcu Rywal doznał obrażeń, które spowodowały trwałe uszkodzenie nogi. Po leczeniu w szpitalu w Toruniu zdołał powrócić do latania.
W 1926 roku otrzymał awans na stanowisko dowódcy eskadry, natomiast w 1928 roku uzyskał licencję pilota cywilnego. Podczas swej służby w MDLot przeżył jeszcze dwie katastrofy lotnicze, w 1931 i 1933 roku kapotował na samolotach Bartel BM-5c. W 1936 roku wziął udział w kursie szybowcowym z wykorzystaniem wodnoszybowca MT-1 i otrzymał kategorię B pilota szybowcowego. W sierpniu 1935, w tym samym stopniu i starszeństwie, został przeniesiony z korpusu oficerów aeronautyki do korpusu oficerów rzeczno-brzegowych Marynarki Wojennej z pozostawieniem na zajmowanym stanowisku w Morskim Dywizjonie Lotniczym.
31 grudnia 1937 roku został przeniesiony w stan spoczynku z uwagi na zły stan zdrowia. Mimo tego nie rozstał się z lataniem. W latach 1938–1939 pracował jako instruktor pilotażu w Aeroklubie Gdańskim w Rumi-Zagórzu. Pełnił też funkcję instruktora szkolenia lotniczego w Cywilnej Szkole Pilotów Ligi Obrony Powietrznej i Przeciwgazowej w Świdniku.

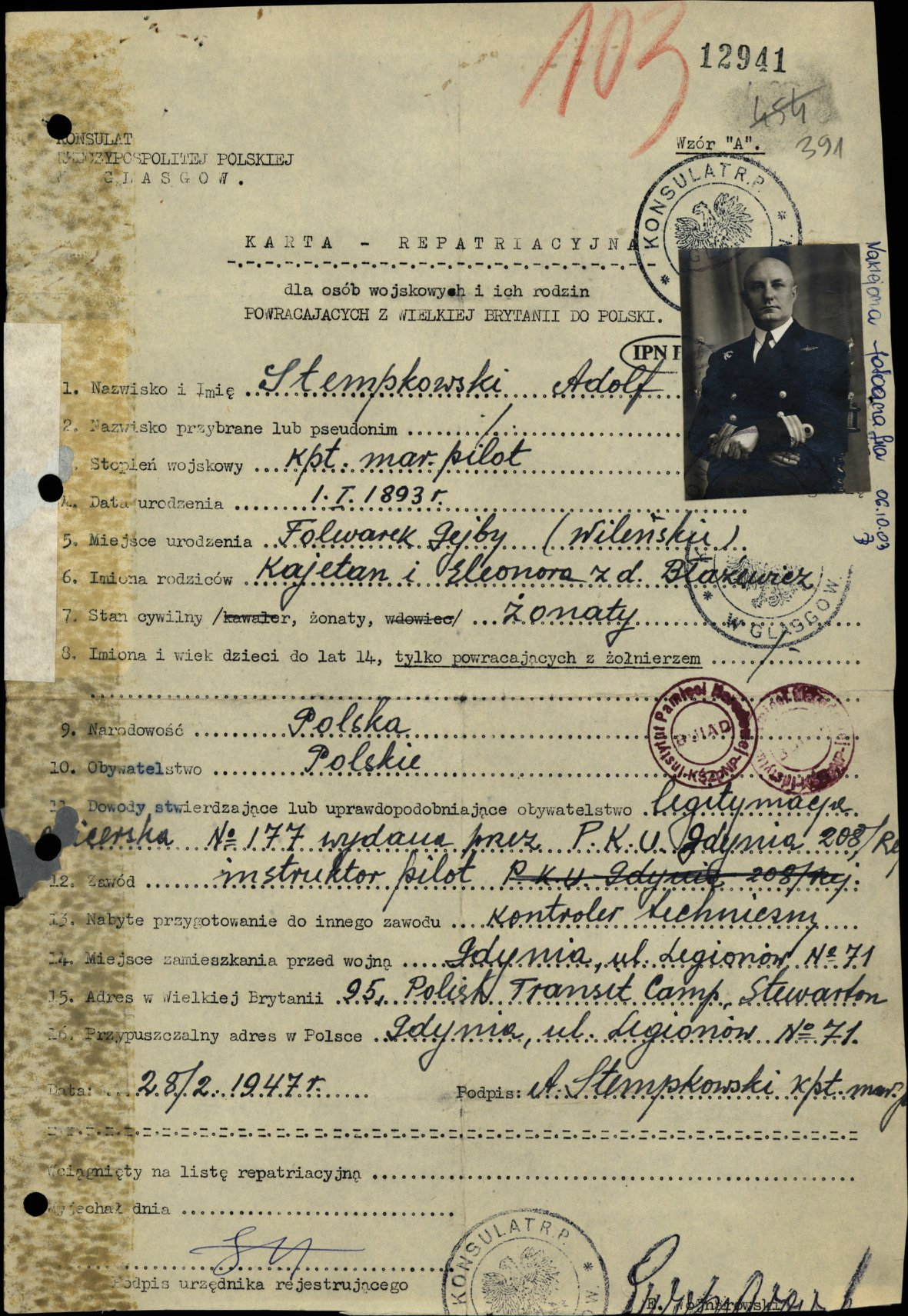
Ankieta Adolfa Stempkowskiego wypełniona przed jego powrotem do Polski w 1947 r. Archiwum Instytutu Pamięci Narodowej

Po wybuchu II wojny światowej został zmobilizowany, otrzymując przydział do 6. pułku lotniczego na stanowisko instruktora Ośrodka Szkolenia Lotniczego Bazy Lotniczej we Lwowie. 17 września przeleciał samolotem RWD-8 do Rumunii, następnie przez Jugosławię i Grecję dotarł do Francji. Został skierowany do Centrum Wyszkolenia Lotniczego w Lyon-Bron. Po upadku Francji przedostał się do Wielkiej Brytanii. Tam otrzymał przydział stacji zbornej Polskiej Marynarki Wojennej w Glasgow. Otrzymał przydział do ORP Bałtyk – Obozu Szkolnego Marynarki Wojennej w Okehampton. 9 maja 1947 roku wrócił do Polski.
Zamieszkał w Gdyni, do 1950 roku pracując w Spółdzielni Wydawniczo-Oświatowej „Czytelnik”. Następnie do 1955 roku był zatrudniony jako mechanik precyzyjny w Spółdzielni Inwalidów „Wybrzeże”. Do 1957 roku pracował w Spółdzielni Pracy „Kotwica” i przeszedł na emeryturę. W 1958 roku został członkiem Związku Bojowników o Wolność i Demokrację. Od 1962 roku należał do Klubu Seniorów Lotnictwa APRL. Był też jednym z współtwórców Morskiego Klubu Seniorów Lotnictwa. W wolnym czasie spisał wspomnienia ze swej służby. Maszynopis, zatytułowany Wspomnienia ze służby w Marynarce Wojennej w latach 1917–1927, przechowywany jest w Muzeum Marynarki Wojennej w Gdyni. 
Zmarł 9 czerwca 1983 roku. Został pochowany na cmentarzu Witomińskim w Gdyni (sektor 1-45-1_1).
Był żonaty z Witalią z Imbierowiczów, dzieci nie miał.

## Awanse
- 1917 – chorąży,
- 1924 – podporucznik,
- 1927 – porucznik,
- 1946 – kapitan.

## Ordery i odznaczenia
- Srebrny Krzyż Zasługi
- Medal Dziesięciolecia Odzyskanej Niepodległości
- Medal Wojny 1939–1945 (Wielka Brytania)
- francuska Odznaka Pilota (1929)[23]
- łotewska Odznaka Lotnicza (1929)[24]